# HW Большой Медведицы
HW Большой Медведицы (лат. HW Ursae Majoris), HD 103796 — одиночная переменная звезда в созвездии Большой Медведицы на расстоянии приблизительно 2984 световых лет (около 915 парсеков) от Солнца. Видимая звёздная величина звезды — от +9,01m до +8,87m.

## Характеристики
HW Большой Медведицы — красный гигант, пульсирующая медленная неправильная переменная звезда (LB:) спектрального класса M2III.